# Erythrodiplax fervida
Espèce
Synonymes
- Libellula fervida Erichson, 1848[2]
- Libellula justina Selys in Sagra, 1857[2]

Statut de conservation UICN

 LC  : Préoccupation mineure
Erythrodiplax fervida est une espèce de libellules de la famille des Libellulidae (sous-ordre des Anisoptères, ordre des Odonates).

## Description
C'est une petite libellule néotropicale mesurant 32-36 mm de long. Le mâle mature possède une coloration brun rougeâtre. Le front et les motifs de son abdomen sont d'un rouge plus éclatant. Les ailes antérieures et postérieures sont transparentes avec une tache enfumée à leur base. Chez le mâle, cette tache tend à un brun foncé tandis que chez la femelle et les immatures, elle est beaucoup plus pâle. La femelle et les immatures ont le front jaune brunâtre et le thorax et l'abdomen jaune .

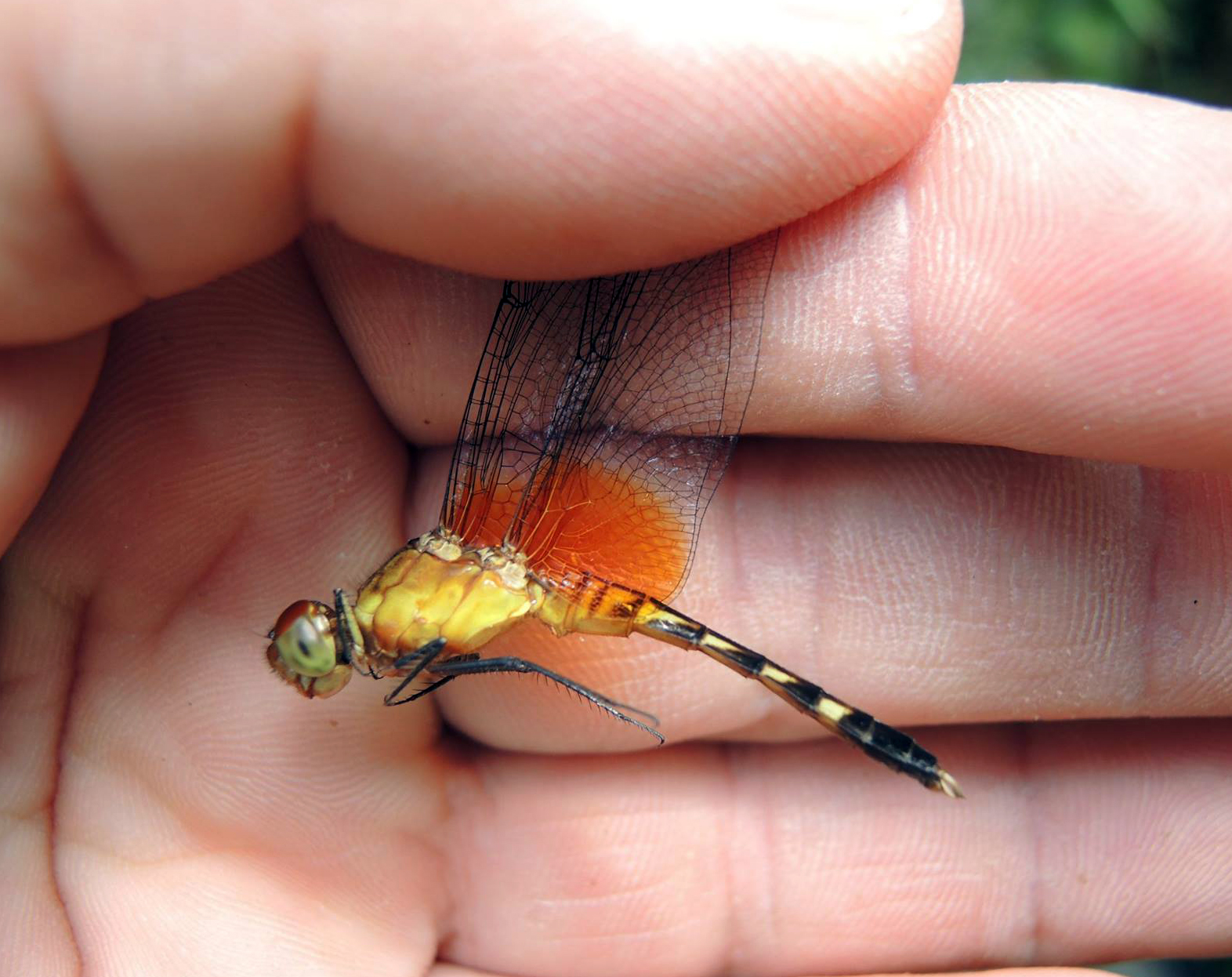
Erythrodiplax fervida mâle immature.

## Répartition
Erythrodiplax fervida a été mentionnée dans l'État du Texas aux États-Unis, au Mexique, dans plusieurs pays des Antilles, du Guatemala au Panama et en Amérique du Sud.

## Habitat

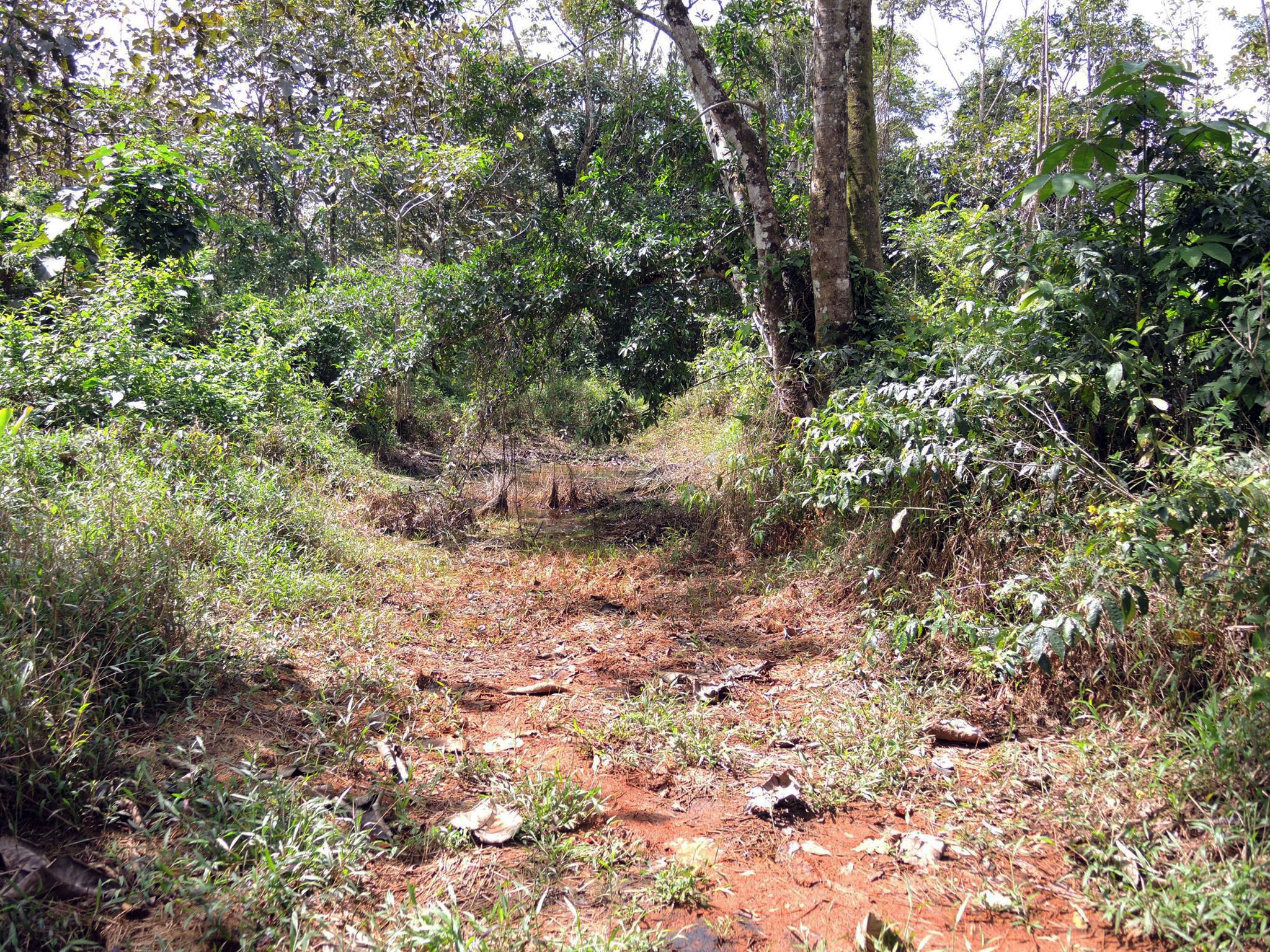
Mares à proximité d'un ruisseau.

Cette espèce se retrouve dans les étangs et mares à proximité des ruisseaux et des rivières.